# Ommatius pictipennis
Ommatius pictipennis là một loài ruồi trong họ Asilidae. Ommatius pictipennis được Bigot miêu tả năm 1875. Loài này phân bố ở miền Ấn Độ - Mã Lai.